# Flight of the Conchords (album)
Flight of the Conchords är ett musikalbum av den nyzeeländska duon Flight of the Conchords. Albumet är soundtracket till HBO:s tv-serie Flight of the Conchords och alla låtarna kan höras under seriens gång, dock i lite olika versioner än på albumet.

## Låtlista
1. "Foux Du Fafa" - 2.46
2. "Inner City Pressure" - 3.27
3. "Hiphopopotamus vs. Rhymenoceros (feat. Rhymenoceros and the Hiphopopotamus)" - 2.09
4. "Think About It" - 3.15
5. "Ladies of the World" - 3.57
6. "Mutha'uckas" - 2.27
7. "The Prince of Parties" - 1.48
8. "Leggy Blonde (feat. Rhys Darby)" - 2.42
9. "Robots" - 3.43
10. "Boom" - 2.17
11. "A Kiss Is Not a Contract" - 1.55
12. "The Most Beautiful Girl (In The Room)" - 4.02
13. "Business Time" - 4.05
14. "Bowie" - 3.16
15. "Au Revoir" - 0.22